# Theta Doradus
Theta Doradus è una stella gigante arancione di classe spettrale K2,5IIIa situata nella costellazione del Dorado. Dista circa 491 anni luce dalla Terra.

## Osservazione
La sua posizione è fortemente australe e ciò comporta che la stella sia osservabile prevalentemente dall'emisfero sud, dove si presenta circumpolare anche da gran parte delle regioni temperate; dall'emisfero nord la sua visibilità è invece limitata alle regioni temperate inferiori e alla fascia tropicale. Essendo di magnitudine apparente +4,81, può essere facilmente scorta solo in cieli quasi liberi dagli effetti dell'inquinamento luminoso.
Il periodo migliore per la sua osservazione nel cielo serale ricade nei mesi compresi fra fine ottobre e aprile; nell'emisfero sud è visibile anche per un periodo maggiore, grazie alla declinazione australe della stella, mentre nell'emisfero nord può essere osservata in particolare durante i mesi dell'inverno boreale.

## Caratteristiche fisiche
La stella è una gigante arancione: possiede una magnitudine assoluta pari a -1,08 e una velocità radiale positiva; da ciò si deduce che l'astro si sta allontanando dal Sistema solare. 
Possiede una temperatura superficiale che misura 4359 gradi K e una luminosità 442,52 volte superiore a quella solare.